# Lithacodia ochrea
Lithacodia ochrea är en fjärilsart som beskrevs av Derenne 1928. Lithacodia ochrea ingår i släktet Lithacodia och familjen nattflyn. Inga underarter finns listade i Catalogue of Life.